# 沃尔特 (巴登-符腾堡州)
沃尔特（德語：Wört，發音：[ˈvœʁt]）是德国巴登-符腾堡州斯图加特行政区奥斯特阿尔布县的市镇，面积18.17平方千米，2023年12月31日人口为1,549人。